# Yin'en
Yin'en (kinesiska: 银恩乡, 银恩) är en socken i Kina. Den ligger i provinsen Sichuan, i den sydvästra delen av landet, omkring 290 kilometer väster om provinshuvudstaden Chengdu. Antalet invånare är 2 412. Befolkningen består av 1 238 kvinnor och 1 174 män. Barn under 15 år utgör 32 %, vuxna 15-64 år 60 %, och äldre över 65 år 6,0 %.
Genomsnittlig årsnederbörd är 1 046 millimeter. Den regnigaste månaden är juni, med i genomsnitt 236 mm nederbörd, och den torraste är december, med 2 mm nederbörd.